# Vara i cèrcol

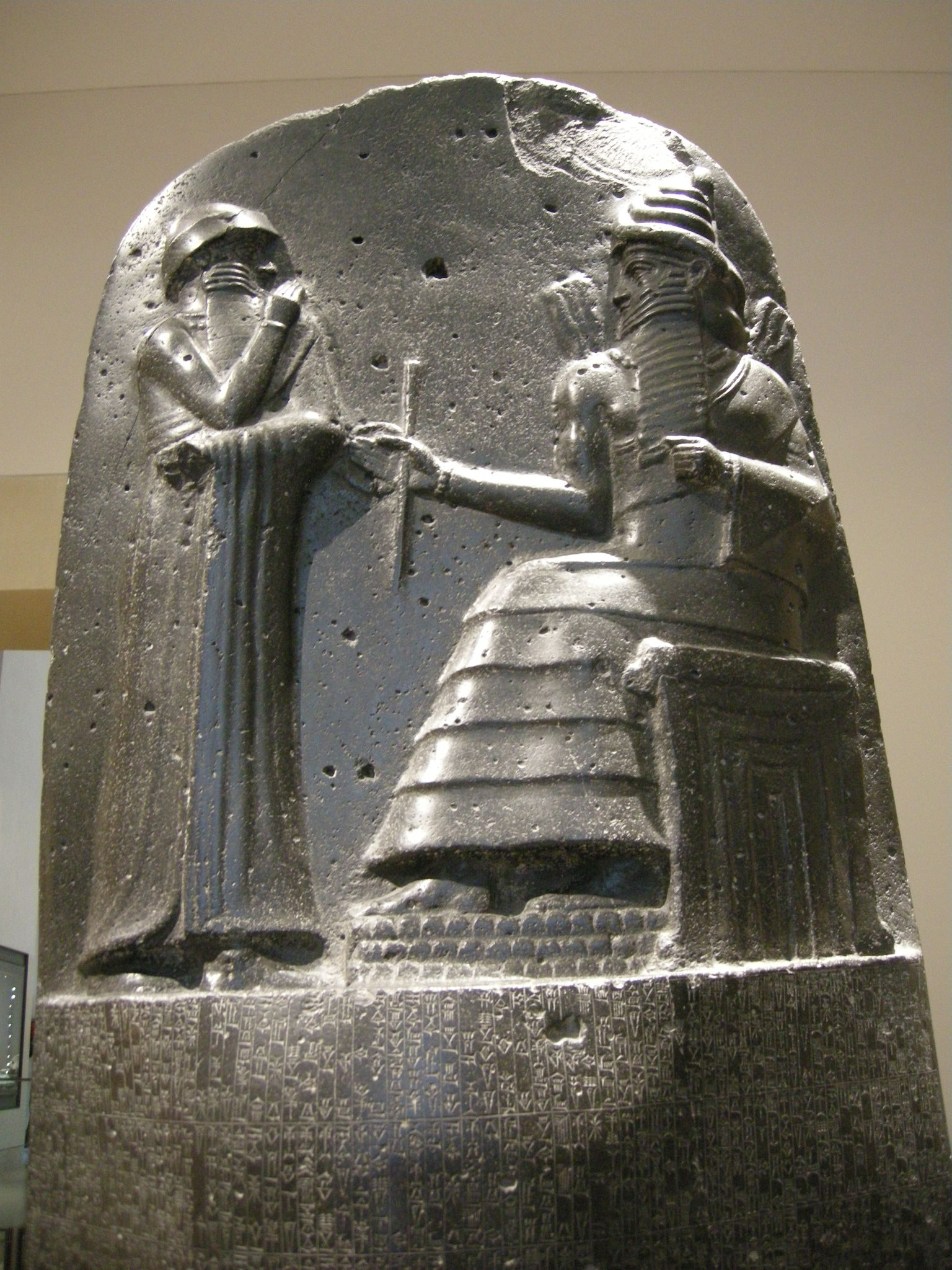
Detall de l'Estela del codi d'Hammurabi en què el rei, dempeus en actitud d'adoració, rep la vara i el cèrcol del déu Xamaix

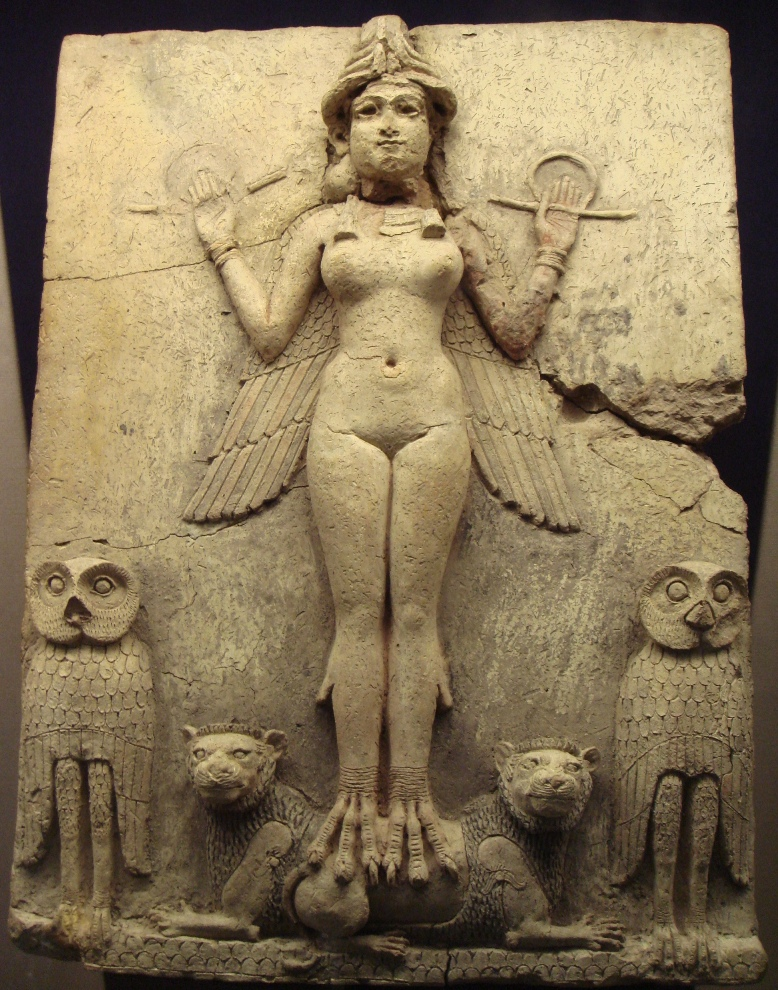
La Reina de la Nit amb el símbol de la vara i el cèrcol en cada mà

La vara i el cèrcol o la vara i l'anella és un símbol que es representà a Mesopotàmia en esteles, segells cilíndrics o relleus. Sol portar-los un déu o dea i, en la majoria dels casos, és ofert a un rei que és dempeus, sovint fent un sacrifici, o mostrant respecte. El símbol pot trobar-se des del Renaixement sumeri fins al període neoassiri, i la teoria més acceptada considera que es tracta d'una vara de mesurar i una corda enrotllada en forma de bucle. Altres teories n'indiquen una gaiata de pastor i una corda per a subjectar un animal.
La representació més coneguda del símbol es veu en la monumental estela de diorita del Codi d'Hammurabi, i la representació més elaborada n'és en l'Estela d'Ur-Nammu, en què el rei és investit pel déu lunar Nanna i rep el símbol, i detalla en aquest cas l'escultor la catenària de la caiguda de les cordes. També ha estat descrit aquest cas com un "bastó i una cadena de comptes" i que té el mateix significat que l'anterior escena. També és molt conegut el relleu de La Reina de la Nit que duu el símbol en cada mà.

## Simbolisme
De manera primària, la vara de mesurar i la corda en forma de cèrcol representen els elements per al bon govern en una tasca necessàriament "constructiva" enfront dels súbdits. El déu, alhora que dicta les lleis al monarca, li lliura el símbol del poder i la justícia.
Altres identifiquen el símbol com l'equilibri de forces entre la divinitat i l'ésser humà a Mesopotàmia, el temple i el palau, com una arrelada concepció de la justícia. La reialesa és santificada pels déus i així se n'assegura la continuïtat.

## Ceptre, tron i cèrcol:Enuma Elish
El mite del descens d'Inanna a l'inframon descriu com es vesteix la dea i es prepara a si mateixa: "Sostenia la vara de mesura lapislàtzuli i la corda de mesura a la mà."
En la tauleta IV de l'Enuma Elish, es fa referència al símbol de la vara i el cèrcol com:
"Es van alegrar, i el van homenatjar, dient: "Marduk és el rei!" Li van donar el ceptre, el tron, i el cèrcol; i un armament invencible que aixafàs l'enemic."

## Símbols semblants
- El shen de l'Antic Egipte, que com a icona sembla idèntic.
- En el jaciment arqueològic de Cancho Roano, situat a prop de Zalamea de la Serena, a Badajoz (estat espanyol), hi ha el símbol de la vara i el cèrcol, modelat al sòl, a la cambra més interior d'un santuari tartessi del segle VI abans de la nostra era.[9]
- La dea grega Nice utilitza un tipus diferent de símbol d'investidura per al vencedor de les curses, una corona de llorer o de branques d'olivera, però ella es representa amb un cèrcol o anella.
- El faravahar, símbol del zoroastrisme, també té un cèrcol o anella.
- L'ankh egipci té una forma vagament semblant, però s'usa en situacions molt diferents.